# Club de Futbol Reus Deportiu
|  | No s'ha de confondre amb Reus Deportiu. |

El Club de Futbol Reus Deportiu fou un club de futbol reusenc, que va ser el més destacat de la ciutat de Reus i un dels més importants del Camp de Tarragona. Fruit d'això mantenia una forta rivalitat amb el Nàstic.
El club jugava al Municipal de Reus, que va ser inaugurat l'octubre de 1977 i que té una capacitat per a 4.300 espectadors.

## Història
A Reus se celebraren els primers festivals de futbol el 1907 i el 23 de novembre de 1909 nasqué, oficialment, el Club Deportiu Reus. Dedicat, inicialment, al foment del futbol, agrupà als seus inicis alguns elements que havien pertangut al Reus Sport Club, entitat de màxima potencialitat un parell d'anys abans.
Primer jugava a l'ex velòdrom del carrer Sant Joan. El 1912 ja tenia camp propi a la carretera de Salou. El 1919 s'instal·là al carrer de L'Aleixar, al futur camp d'esports de la ciutat. El 1927 emprengué la construcció d'un recinte esportiu en uns terrenys situats a l'Estació del Nord, sota l'impuls de Joan Domènech Mas.
El 29 de setembre de 1917, al CD Reus se li uniren el Club Velocipedista i l'Sport Club de Reus, passant-se a anomenar Reus Deportiu, i fou acceptat a la Federació Catalana de Futbol un any després. L'equip de futbol guanyà 2 cops el Campionat de Catalunya de Segona Categoria, els anys 1923 i 1924, ambdós davant l'Iluro de Mataró.
La temporada 1924-25 debutà a la segona categoria del futbol català, anomenada Primera B. Però després de dues temporades, el 1926 va perdre la categoria, fet que provocà uns anys de neguit, fins al 1931, any en què torna a ascendir al segon nivell del futbol català, categoria anomenada aleshores Segona Preferent. El 1933 arribà, fins i tot, a disputar la lligueta d'ascens a la primera divisió catalana, sense assolir l'objectiu.
Després de la Guerra Civil, l'any 1941 es proclamà subcampió de Primera Categoria B i ascendeix a Primera A. El 1943 és integrat a la Tercera Divisió, categoria en la qual es manté fins al 1948, any en què una reestructuració el fa baixar a Categoria Regional. Cal destacar que l'any 1946 va arribar a disputar la promoció d'ascens a la Segona Divisió espanyola. El 1949 retornà a la Tercera Divisió, després d'una nova reestructuració.
A meitats dels anys 40, amb l'augment del professionalisme, el Reus Deportiu va sofrir una important crisi econòmica que el va portar, el 1951 a separar-se en dues entitats, el CF Reus Deportiu, dedicat només a la pràctica del futbol, i el Reus Deportiu amb totes les altres seccions. Esportivament, el club va tornar a perdre la plaça a Tercera el 1951, la va recuperar el 1953 després de proclamar-se campió de Catalunya i guanyar una lligueta d'ascens, romanent-hi fins al 1958. Torna a pujar a Tercera el 1960, després de proclamar-se, de nou, campió de Catalunya, categoria que mantindrà fins al 1970. El 1976 tornà a pujar a Tercera Divisió i l'octubre de 1977 inaugurà el Camp Nou, al carrer Alcover. El 1981 pujà a la recentment creada Segona Divisió B. Hi romangué dos anys. Les seves darreres aparicions a Segona B són les temporades 2002-03 i 2005-06.
El dia 25 de juny de 2011, després de superar les eliminatòries de play-off d'ascens contra l'Universidad de Oviedo, el Náxara CD i per acabar el CD Comarca de Níjar, el CF Reus Deportiu va tornar a la Segona Divisió B, categoria on va jugar la temporada 2011-12.
La temporada 2011-12 va acabar amb el club roig-i-negre a la 8a posició, fita que quedaria per a la història de l'entitat, ja que significaria la millor classificació històrica en lliga del club reusenc.
La temporada 2012-13 no va ser tan brillant quant a resultats com l'anterior, però també va acabar amb una fita històrica per a l'entitat de la capital del Baix Camp, ja que va aconseguir la permanència per 2a temporada consecutiva a la Segona Divisió B espanyola, cosa mai aconseguida pel CF Reus Deportiu.
La temporada 2013-14 va iniciar-se de forma molt dubitativa, sumant únicament un punt en els quatre primers partits. Aquesta dinàmica però, va capgirar-se durant la temporada, aconseguint un rècord positiu d'onze partits consecutius sense conèixer la derrota, inclòs un meritori empat a 2 al Nou Estadi de Tarragona contra el Gimnàstic de Tarragona.
Aquests resultats van fer que el conjunt roig-i-negre acabés la primera volta a prop de les zones de play-off d'ascens, classificació que va anar baixant gradualment, per acabar la temporada sense cap objectiu clar en la 12a posició.
En aquesta temporada, els socis del club van decidir que l'entitat roig-i-negra passés a ser, per segona vegada a la seva història, Societat Anònima Esportiva (SAE).

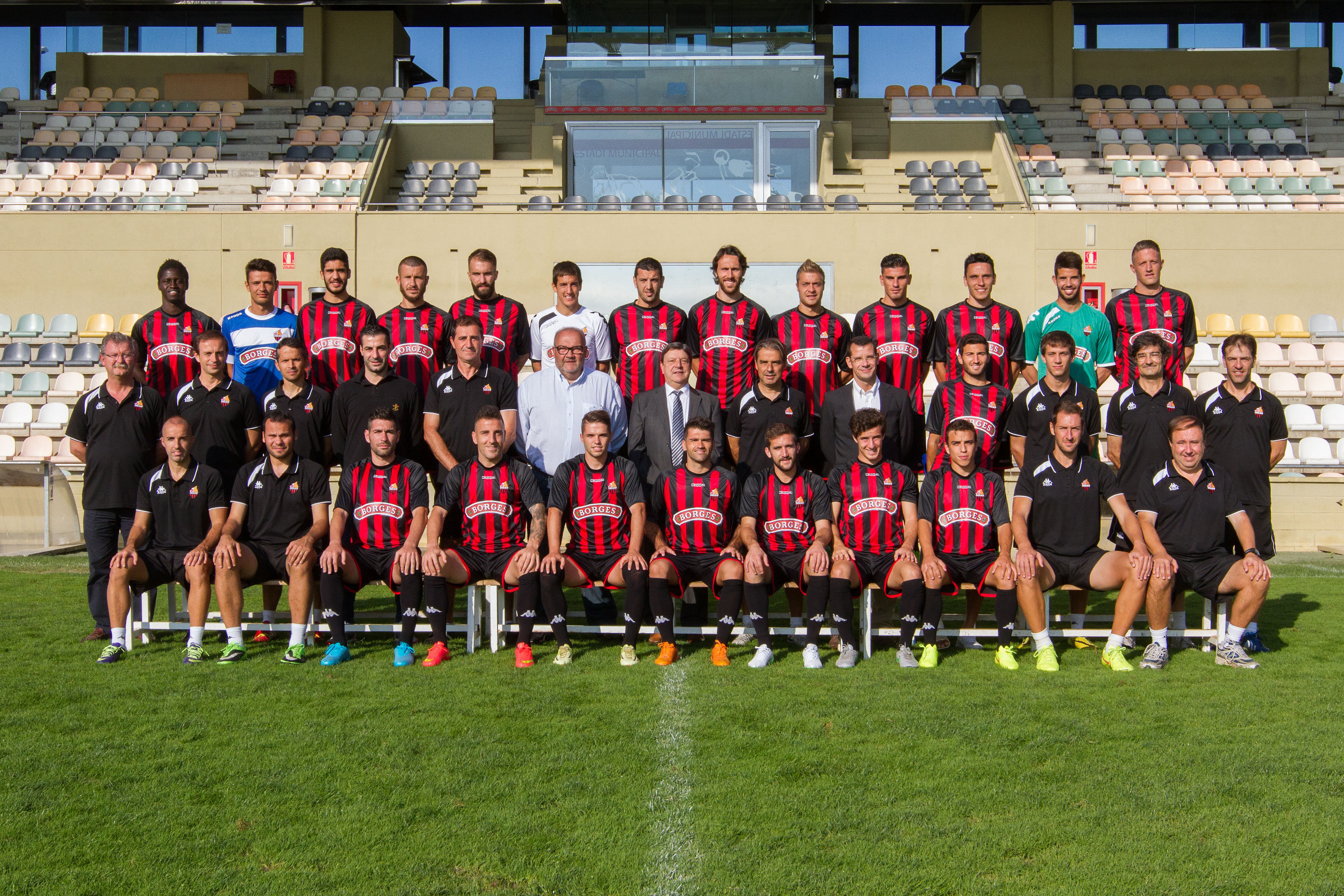
Equip de la temporada 2015–16.

El màxim accionista va ser Joan Oliver i Fontanet, que ja va actuar en el fitxatge de dos joves jugadors portuguesos que van ajudar l'equip durant la segona volta d'aquesta campanya.
La temporada 2014-15, per primera vegada a la història del club, el seu objectiu va ser el d'ascendir a la Segona Divisió del futbol espanyol. Per fer aquest salt, el club va fer una remodelació profunda de la plantilla, professionalitzant-la.
Finalment el CF Reus Deportiu SAD va aconseguir quedar tercer del seu grup, una fita històrica que li va permetre jugar per primera vegada el play-off d'ascens a Segona Divisió A, on va caure eliminat davant el Racing Club Ferrol després de perdre per la mínima a Galícia i d'empatar (1-1) a l'Estadi Municipal.
La temporada 2015-16, continuà amb el mateix cos tècnic, amb Natxo González al capdavant, i amb la incorporació d'homes com Fernando Rodríguez (provinent de l'Hèrcules d'Alacant), Alberto Benito (Sporting de Gijón B), Rafa García (Alavés), Angel Martínez (RCD Espanyol B) o David Haro (CE L'Hospitalet).
La incorporació dels nous jugadors va fer un salt de qualitat a la plantilla, que va aconseguir, per primer cop, guanyar el títol de Campió del grup tercer de la Segona Divisió B amb 73 punts, dos més que el Vila-real B i l'Hèrcules d'Alacant, i 6 més que el Lleida Esportiu, equip que tancaria els llocs de play-off.
El 29 de maig de 2016 es convertiria en una data escrita en lletres d'or en la història del conjunt roig-i-negre, després d'aconseguir per primer cop l'ascens a la Segona Divisió espanyola, derrotant en l'eliminatòria directa d'ascens a tot un històric de Primera com el Racing de Santander (0-3 a El Sardinero i 1-0 a l'Estadi Municipal).

### Trajectòria al Futbol Professional (2016-2019)
La temporada 2016-17, el club roig-i-negre debutà en la Lliga de Futbol Professional, fent una campanya més que notable sense patir excessivament en cap moment per mantenir la categoria assolida l'estiu anterior. La línia continuista que la directiva i cos tècnic van mantenir, va fer que el bloc que va aconseguir tants èxits l'any anterior, continués evolucionant de forma força destacable, sobretot pel que fa a jugadors com Édgar Badía, Ramon Folch o Fran Carbia.
La temporada 2018-2019, el club s'enfonsa econòmicament i es posa en dubte la seva continuïtat.
El gener de 2019 l'empresa US Real State Investment tanca la compra del club i anuncia la construcció d'un centre comercial al polígon AgroReus i l'ampliació de l'estadi.
El 28 de gener del 2019 el jutge de Disciplina Social de LaLiga va decidir expulsar el CF Reus Deportiu durant 3 anys del futbol professional i a més li va imposar una multa de 250.000 euros.
El 17 de juliol de 2019, després dels impagaments requerits per deutes amb jugadors i la competició, la federació espanyola de Futbol, desicedeix un descens administratiu a tercera divisió (el CF Reus B conseqüentment a primera regional). El mes d'agost d'aquell any, se succeeixen la reaparició de Clifton Onolfo, propietari del club, amb un seguit de persones, entre elles Ramon Calderé, amb la idea de salvar el Reus almenys a tercera divisió), abonant els 30 mil euros d'inscripció. Un segon escull, la Federació de Futbol no permet inscriure jugadors si no s'abonen els 221 mil euros que restava pagar a la plantilla del Reus B de la temporada anterior. Tot provoca que dos partits seguits el CF Reus no comparegui al camp, restant desqualificat. Ja a finals de Setembre succeeix el mateix amb el Reus B a Primera Catalana.
Sense vida esportiva, l'octubre de 2020, el jutge decidí de dissoldre la SAD i suspendre els poders del propietari del club, posant fi, així, a 111 anys de futbol a la ciutat de Reus, cosa que deixà el Club de Futbol Reddis com a principal equip de la ciutat.

### Evolució de l'uniforme[7]
| 1925 | 1966 | 1974 | 2006 | 2010 | 2012 |

| 2014 | 2015 | 2016 | 2017 | 2018 |  |

## Afició
Els Redblacks eren tal com s'autodefinien una jove penya d'animació del Club de Futbol Reus Deportiu, que mantenia sobretot una forta rivalitat amb els ultres del Gimnastic de Tarragona, Orgull Grana. Cal destacar també l'enorme simpatia de l'afició del Reus amb la de la Unió Esportiva Llagostera.

## Palmarès
- Segona Divisió B (Grup 3):
  - 2015-16
- Campionat de Catalunya de Segona Categoria:
  - 1923, 1924
- Tercera Divisió:
  - 1980-81, 2006-07
- Campionat d'Espanya d'Aficionats:
  - 1976
- Subcampió de la Copa RFEF: 
  - 2007-08

## Temporades
- Temporades a Primera Divisió: 0
- Temporades a Segona Divisió A: 3 (comptant la 2018-19)
  - Millor posició: 11è (2016-17)
  - Pitjor posició: 14è (2017-18)
- Temporades a Segona Divisió B: 9 
  - Millor posició: 1r (2015-16)
  - Pitjor posició: 20è (1982-83)
- Temporades a Tercera Divisió: 48

| - 1943-44: 3a Divisió 3r - 1944-45: 3a Divisió 6è - 1945-46: 3a Divisió 3r - 1946-47: 3a Divisió 9è - 1947-48: 3a Divisió 12è - 1948-49: 1a Regional 15è - 1949-50: 3a Divisió 12è - 1950-51: 3a Divisió 17è - 1953-54: 3a Divisió 13è - 1954-55: 3a Divisió 7è - 1955-56: 3a Divisió 9è - 1956-57: 3a Divisió 4t - 1957-58: 3a Divisió 20è - 1960-61: 3a Divisió 3r - 1961-62: 3a Divisió 4t - 1962-63: 3a Divisió 8è - 1963-64: 3a Divisió 11è - 1964-65: 3a Divisió 8è - 1965-66: 3a Divisió 18è |  | - 1966-67: 3a Divisió 5è - 1967-68: 3a Divisió 11è - 1968-69: 3a Divisió 14è - 1969-70: 3a Divisió 18è - 1976-77: 3a Divisió 19è - 1977-78: 3a Divisió 6è - 1978-79: 3a Divisió 3r - 1979-80: 3a Divisió 2n - 1980-81: 3a Divisió 1r - 1981-82: 2a Divisió B 14è - 1982-83: 2a Divisió B 20è - 1983-84: 3a Divisió 14è - 1984-85: 3a Divisió 19è - 1986-87: 3a Divisió 19è - 1987-88: 3a Divisió 16è - 1988-89: 3a Divisió 6è - 1989-90: 3a Divisió 6è - 1990-91: 3a Divisió 19è - 1991-92: 1a Catalana 2n |  | - 1992-93: 3a Divisió 9è - 1993-94: 3a Divisió 13è - 1994-95: 3a Divisió 20è - 1995-96: 1a Catalana 11è - 1996-97: 1a Catalana 10è - 1997-98: 1a Catalana 2n - 1998-99: 3a Divisió 12è - 1999-00: 3a Divisió 14è - 2000-01: 3a Divisió 14è - 2001-02: 3a Divisió 3r - 2002-03: 2a Divisió B 18è - 2003-04: 3a Divisió 2n - 2004-05: 3a Divisió 4t - 2005-06: 2a Divisió B 17è - 2006-07: 3a Divisió 1r - 2007-08: 3a Divisió 3r - 2008-09: 3a Divisió 2n - 2009-10: 3a Divisió 2n - 2010-11: 3a Divisió 4t |  | - 2011-12: 2a Divisió B 8è - 2012-13: 2a Divisió B 14è - 2013-14: 2a Divisió B 12è - 2014-15: 2a Divisió B 3r - 2015-16: 2a Divisió B 1r - 2016-17: 2a Divisió A 11è - 2017-18: 2a Divisió A 14è - 2018-19: Desqualificat - 2019-20 Desaparegut |

## Entrenadors
Darrers entrenadors:
- 2001-02: Miguel Ángel Rubio
- 2002-03: Josep Maria Gonzalvo
- 2003-07: Natxo González
- 2007-09: Ramon Maria Calderé
- 2009-13: Santi Castillejo
- 2013-14: Emili Vicente
- 2014-17: Natxo González
- 2017-18: Aritz López Garai
- 2018-19: Xavier Bartolo i Moliné
- 2019: Ramon Maria Calderé